# Atabegs de Mossul
Els atabegs de Mossul foren el governants de Mesopotàmia amb seu a Mossul per compte del sultà seljúcida. El seu títol era d'amir equivalent a general.

## Llista d'atabegs oamirs
- 1096-1102 : Kerbogha.
- 1102 : Sunkurja
- 1102 : Musa
- 11022-11073 : Jekermish.
- 1107 : Kilidj Arslan I de Rum (domina breument Mossul)
- 1107-1109 : Jawali Saqawa
- 1109-1113 : Mawdud ibn Altuntash
- 1113-1115 : Ak Sunkur al-Bursuki
- 1115-1121 : Juyush Beg
- 1121-1126 : Ak Sunkur al-Bursuki (segona vegada)
- 1126-1127 : Masud ibn al-Bursuki (fill de l'anterior)
- 1127: Jawali (interí)
- 1127 Imad al-Din Zengi I, vegeu Zengites